# 沃姆巴特島
沃姆巴特島（Wombat Island）是南極洲的島嶼，位於恩德比地，處於麥金農島以東，在1956年由澳大利亞探險隊繪入地圖，以該國的本土動物命名。